# Огуй Олександр Дмитрович
Олександр Дмитрович Огуй (21 грудня 1956, хутір Думанецький, поблизу села Снячів Сторожинецького району Чернівецької області — 5 травня 2014, Чернівці) — український мовознавець, буковинський краєзнавець, нумізмат. Доктор філологічних наук, професор.

## Біографія
Навчався в Чернівецькому національному університеті за фахом «Філолог. Викладач німецької мови та літератури» (1974–1979, відзначений іменною стипендією імені Карла Маркса); пройшов перекваліфікацію за фахом «Військовий перекладач» при Інституті військових перекладачів у Москві (1984); «Викладач англійської мови та літератури» (1989–1991); «Педагог та практичний психолог» (1994–1996). Студіював історію та економіку в Боннському університеті (ФРН: 1995–1997).
З 1979 року працював у Чернівецькому національному університеті:
на кафедрі німецької мови, згодом германського, загального і порівняльного мовознавства (1979–2001);
завідувач кафедри англійської мови для неспеціальних факультетів з початку її існування — з березня 2001 р. до її переформатування в кафедру германських мов для гуманітарних факультетів у 2004 р.;
завідувач цієї кафедри (2004–2008);
в 2008 р. — завідувач кафедри теорії і практики перекладу.
У 1989 захистив кандидатську дисертацію на тему «Историко-семасиологическое исследование прилагательных со значением „смелый, храбрый“» за керівництва професора В. В. Левицького при Одеському державному університеті імені І. Мєчнікова.
У 2000 захистив докторську дисертацію на тему «Системно-квантитативні аспекти полісемії в німецькій мові (синхронія діахронія та панхронія» за консультування професора В. В. Левицького при Київському національному університеті імені Т. Г. Шевченка.

## Тематика наукових досліджень
Лінгвістика (історична та синхронічна лексикологія; «мовні закони»; історія мови; історична термінологія); перекладознавство; літературознавство (біографічно-описовий метод); педагогіка (історія педагогіки України); психологія (нейролінгвістика; психологія творчості); методологія (постмодернізм; голістичний підхід; апроксимативні методи семасіологічних досліджень); історія (економічна історія), нумізматика.

## Публікації
Мав близько 650 публікацій у наукових виданнях (у тому числі 38 книг). За спрямуванням це 600 наукових публікацій, 25 популярних та 23 навчально-методичного характеру (у тому числі 3 підручники з грифом МОНС). Публікації присвячені проблемам філології (2 індивідуальні та 3 колективні монографії, 15 книг, підручників і посібників та 310 публікацій з лексикології, семантики: полісемії та зміни значення, перекладознавства та історичного термінознавства, історії німецької та англійської мов; історії лінгвістичних учень), літературознавства (10 статей), педагогіки та психології (1 брошура, видана в Австрії, та 10 переважно зарубіжних 20-50 сторінкових публікацій з розвитку шкільництва в Україні та Буковині, з методів викладання; з функціонування структур ГМ у процесі мовлення), історії (7 монографій, 3 каталоги «World Coins», 9 разів перевидані в США; 2 книги та 220 статей зі спеціальних історичних дисциплін, економіки та історії Буковини).

## Педагогічна діяльність
Доктор філологічних наук (2000), професор кафедри германського, загального і порівняльного мовознавства (2003), завідувач кафедри англійської мови для неспеціальних факультетів (2001) Чернівецького національного університету імені Ю. Федьковича. Гостьовий професор Боннського університету ім. Фрідріха-Вільгельма (Німеччина: 1996/1997), професор Одеського політехнічного університету (2002), Прикарпатського та Хмельницької гуманітарно-педагогічної академії.
Читав лекції з 8 теоретичних курсів (вступ до мовознавства, романо-германської філології, історія німецької та англійської мов, лексикологія, теорія іноземної мови, теорія та практика перекладу; методи лінгвістичних досліджень; історія лінгвістичних учень), у тому числі у Відні та Клагенфурті (Австрія), Бонні, Майнці (ФРН), Орадя (Румунія), Смолник (Словаччина). Член міжнародних наукових та викладацьких організацій SLE (з 1993), TESOL (2002), належить до Академії наук Вищої школи України (2008).

## Почесні звання та нагороди
Лауреат обласної літературної премії І. М. Бажанського; відмінник освіти України (2005). Нагороджений відзнакою МОН України «За наукові досягнення» (2007).

## Статті
- В ЕІУ
  - Опольський Владислав